# Ярошувка (Лодзинське воєводство)
Ярошувка (пол. Jaroszówka) — село в Польщі, у гміні Бедльно Кутновського повіту Лодзинського воєводства.
Населення — 47 осіб (2011).
У 1975-1998 роках село належало до Плоцького воєводства.

## Демографія
Демографічна структура станом на 31 березня 2011 року:
|          | Загалом | Допрацездатний вік | Працездатний вік | Постпрацездатний вік |
| -------- | ------- | ------------------ | ---------------- | -------------------- |
| Чоловіки | 24      | 5                  | 13               | 6                    |
| Жінки    | 23      | 6                  | 9                | 8                    |
| Разом    | 47      | 11                 | 22               | 14                   |